# Disciples II: Słudzy ciemności
Disciples II: Słudzy ciemności (ang. Disciples II: Servants of the Dark) – jeden z dwóch bliźniaczych dodatków do strategii fantasy rozgrywanej w trybie turowym Disciples II: Mroczne proroctwo, wydanych przez studio Strategy First. Polskim wydawcą jest CD Projekt.
Drugim z nich są Strażnicy światła. Oba dodatki zazwyczaj sprzedawane są łącznie i noszą nazwę Powrót Galleana. Także w Polsce dodatki te nie zostały wydane oddzielne i można je dostać tylko łącznie.
Dodatek ten dodaje dwie nowe minikampanie dla dwóch nacji: Legionów Potępionych i Hordy Nieumarłych. Zawiera 16 map przeznaczonych do gry wieloosobowej i gry w trybie skirmish, nową ścieżkę dźwiękową (4 nowe utwory), generator map, trzy nowe postacie oraz szereg nowych materiałów graficznych (nowe tła miast i pól bitewnych). Zadbano o poprawę komputerowego A.I., ulepszenie edytora, interfejsu użytkownika oraz podniesienie ogólnej wydajności i szybkości działania programu.